# Henry Johnson
Henry Johnson fue un guitarrista y cantante de blues, nacido en el Union County, Carolina del Norte, en 1908. Falleció en 1974.
Muy influido estilísticamente por Lightnin' Hopkins y, sobre todo, por Blind Boy Fuller, permaneció muchos años en el olvido hasta que el sello Trix lo recuperó para una única grabación (Union country flash) que, sin embargo, es una de las más influyentes del Estilo Piedmont.